# 사랑 대소동
《사랑 대소동》(영어: Modern Problems)은 1981년 개봉한 미국의 SF 코미디 영화이다.

## 출연진
- 체비 체이스
- 패티 다밴빌
- 메리 케이 플레이스
- 넬 카터
- 브라이언 도일 머리
- 대브니 콜먼

## 기타 제작진
- 배역: 낸시 클로퍼, 린 스톨매스터
- 미술: 잭 센터

## 시청 등급
- 미국: PG